# Mostassa (condiment)

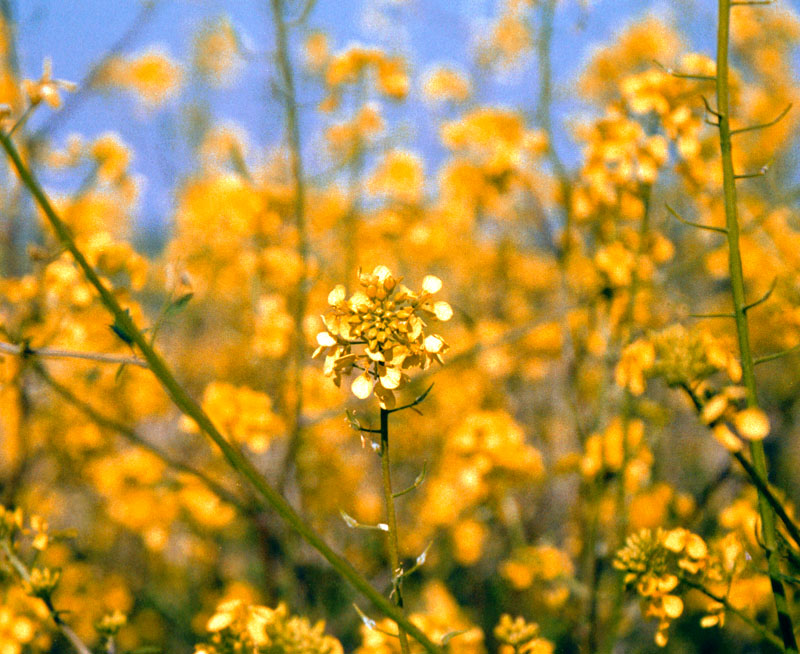
La planta de la mostassa pertany a la família de les crucíferes, fa uns 30 a 80 cm d’alçària, les flors són grogues i disposades en raïm i de fruits en síliqua curta. Les llavors, d’un groc pàl·lid, són l'espècia de la salsa de mostassa.

La mostassa - del llatí mustum ardens, most ardent - és un condiment preparat a partir de les llavors de plantes de la família de les Brassicàcia, dels gèneres Brassica i Sinapis, que també s'anomena mostassa. Aquestes llavors són petites, d'un diàmetre aproximat d'un mil·límetre. N’hi de tres tipus: la mostassa blanca (Brassica alba), la mostassa bruna o marró (Brassica juncea) i la mostassa negra (Brassica nigra).
La mostassa és un condiment important en diverses cuines regionals i és una de les primeres espècies de les quals en tenim constància. A l'antiguitat es va estendre per tot Europa per condimentar la carn o el peix. I de fet, les salses de mostassa que coneixem són bàsicament això, pasta de llavors de mostassa aixafades, barrejades amb vi, vinagre, o algun altre condiment. A l'Índia, les llavors de mostassa són sovint cuites senceres per donar un sabor particular a l'oli. L'oli extret de les llavors és utilitzat per a la cuina a Bengala.

## Varietats de mostassa
Existeixen nombroses espècies de mostassa però només tres tenen interès culinari: la mostassa negra, la mostassa bruna i la mostassa blanca.
- La mostassa negra (Brassica nigra) es caracteritza pel color bru vermellós de les seves llavors i pel seu intens sabor picant. Es conrea a l'Argentina, Xile, els Estats Units d'Amèrica i alguns països europeus.

- La mostassa bruna (Brassica juncea), originària dels pendents de l'Himàlaia, habitualment es classifica en dos tipus: d'una banda hi ha l'oriental, que s'empra especialment en la cuina japonesa, i per un altre la provinent de l'índia, que és la més utilitzada en les receptes índies. Es conrea comercialment al Regne Unit, el Canadà i els Estats Units.

- La mostassa blanca (Sinapis alba) que creix de forma silvestre al nord de l'Àfrica, l'Orient Mitjà i l'Europa mediterrània. És la que serveix com a base per a l'elaboració d'una mostassa de color groc poc picant, coneguda com a mostassa anglesa o americana.

## Elaboració
El condiment conegut amb el nom de mostassa s'extreu de les llavors (en particular les blanques), que són reduïdes a farina i barrejades amb una pasta espessa i una mica d'aigua. A aquesta base s'hi poden afegir altres ingredients, com ara sucre, mel, vinagre, vi o llet.
El gust, suau després de la primera barreja, es desenvolupa amb el temps. La mostassa forta té un efecte poderós (i desagradable) sobre les membranes nasals si és mal consumida.
Les llavors senceres poden ser submergides en un líquid abans de ser moltes, si es vol produir mostassa en gra.
La mostassa preparada és molt estesa, però habitualment el producte fresc és àmpliament superior.

## Diferents tipus de mostassa

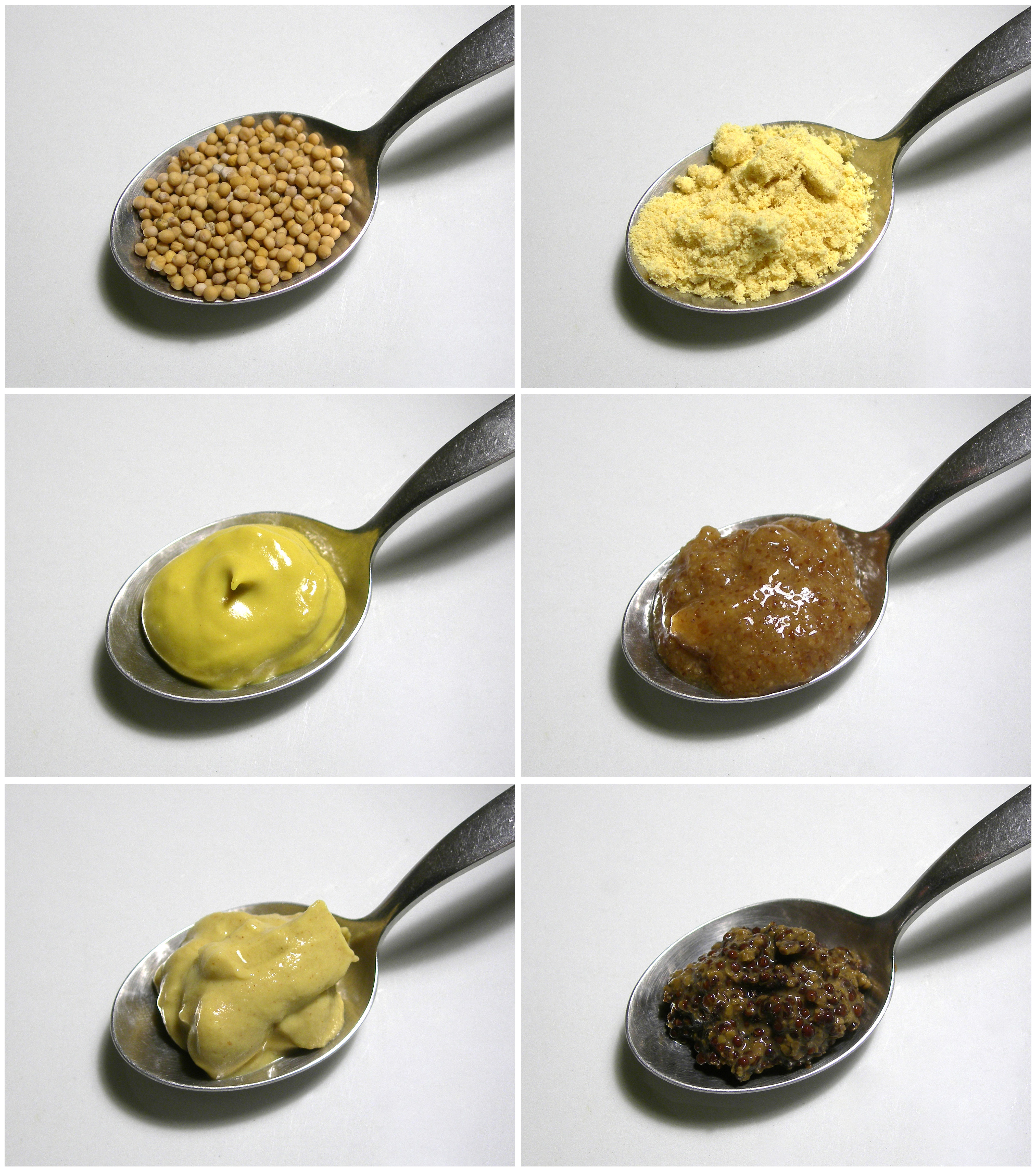
Mostassa en diferents preparacions. D'esquerra a dreta i de dalt a baix: en gra, molta, amb cúrcuma, mostassa dolça bavaresa, mostassa de Dijon i mostassa francesa a partir de llavors de mostassa negra.

La mostassa és extremadament versàtil a la cuina. Pot ser emprada com a condiment per a carns, embotits, entrepans i hamburgueses. També és un ingredient clau en moltes salses i vinagretes. A més, la mostassa en gra s’utilitza en la cuina per donar gust a diversos plats, com escabetxos i curris. Hi ha tres classes principals de llavors de mostassa: negra, marró i blanca. La primera es fa servir gairebé exclusivament a l’Índia, mentre que la majoria de mostasses europees actuals es fan amb la varietat marró. La blanca, en canvi, és la més utilitzada als Estats Units. Les mostasses que hi ha als supermercats provenen de la combinació d’aquests tres tipus de llavors. N'hi ha més de 40 tipus, encara que només n'esmentarem les més populars. Les varietats més populars són:
- Mostassa alemanya: és una mostassa suau, feta a partir de llavors de mostassa, sal, espècies i acidificant. Acompanya les famoses salsitxes de Frankfurt alemanyes.
- Mostassa americana: és una mostassa fina i ensucrada, feta a partir de llavors de mostassa, sucre, sal, espècies i d'acidificant. Acompanya les carns calentes o fredes.
- Mostassa de Dijon: és una mostassa forta que es presenta en diverses varietats. És feta a partir de llavors de mostassa, de vinagre, de sal i d'àcid cítric. Acompanya totes les carns i pot ser utilitzada com un dels ingredients de la salsa maionesa.
- Mostassa de cassis: és una variant amb grosella (cassis en francès), de la mostassa de Dijon. És excel·lent per acompanyar totes les carns de caça.
- Mostassa dolça: és una mostassa dolça, feta a partir de llavors de mostassa, sal, espècies, acidificant, vinagre de malta, sucre, caramel, i de fines herbes. Es distingeix pel seu sabor agradablement ensucrat.
- Mostassa a l'estragó: és una variant amb estragó de la mostassa de Dijon. És excel·lent amb el pollastre i les carns fredes.
- Mostassa a les fines herbes: és una mostassa feta a partir de llavors de mostassa senceres, sal, espècies, acidificant, vinagre de vi blanc, sucre, julivert, coriandre, i fines herbes. És excel·lent amb les carns fredes.
- Mostassa forta anglesa: és una mostassa de textura fina i gust potent, feta a partir de llavors de mostassa, sal, espècies, acidificant, vinagre de malta, oli vegetal i lecitina. Acompanya habitualment les hamburgueses i les salsitxes tipus frankfurt o hot dog.
- Mostassa en grans a l'antiga: és una mostassa de Dijon, feta a partir de llavors de mostassa sencera, sal, espècies i acidificant. Les llavors li donen una textura granulosa i és sovint més suau que la mostassa de Dijon clàssica.
- Mostassa en grans picant: és una mostassa forta, feta a partir de llavors de mostassa senceres, sal, espècies, acidificant i bitxo. És excel·lent amb la carn freda. Les llavors li donen una textura granulosa i el bitxo un gust picant.
- Mostassa provençal: és una mostassa fina i forta, feta a partir de llavors de mostassa, sal, espècies, acidificant, all, pebrot vermell, vi blanc, àcid cítric, oli i fines herbes. Acompanya totes les carns.
- Mostassa al tomàquet: és una mostassa suau, feta a partir de llavors de mostassa senceres, sal, espècies, acidificant, tomàquets assecats, vinagre de vi i sucre.
- Mostassa a la violeta: és una mostassa suau, feta a partir de llavors de mostassa, sal, espècies, acidificant, i suc de violeta. És una especialitat del Sud-oest de França.
- Mostassa a la mel: és una mostassa ensucrada, feta a partir de llavors de mostassa, sal, espècies, acidificant, i mel.
- Mostassa violeta de Briva: és una mostassa feta a partir de llavors de mostassa i de most de raïm segons una recepta gelosament guardada. Condiment fi, del que en podem gaudir amb la botifarra negra, petits salats o una carn freda. Va conèixer el seu moment de glòria gràcies al papa Climent VI que era originari de Corresa i, nostàlgic de la mostassa violeta de la seva infantesa, va fer anar a Avinyó una mostassera de la seva terra, i la va anomenar "gran mostassera del papa".
- Mostassa de Bénichon: és una preparació que recorda més aviat la melmelada. És feta a partir de sucre, canyella, anís, clau d'espècia, farina de mostassa, vi blanc, farina flor i vi cuit. La mostassa de Bénichon és consumida durant la Bénichon, festa popular a certes regions de la Suisse romande. S'estén sobre una llesca de cuchaule, típic brioix de safrà.

## Emmagatzematge i vida útil
La mostassa preparada es ven en pots de vidre, ampolles de plàstic o tubs d'esprémer metàl·lics. A causa de les seves propietats antibacterianes i l'acidesa, a la mostassa no li cal refrigeració per seguretat, ja que no creix floridura, míldiu o bacteris nocius. La mostassa pot durar indefinidament sense ser perjudicial per la salut, tot i que pot assecar-se, perdre gust o patir una reacció d'oxidació reducció.
Si la mostassa és seca es pot barrejar en una petita quantitat de vi o vinagre per millorar-la. Alguns tipus de mostassa preparada i emmagatzemada durant molt de temps pot produir-se una separació dels ingredients, fet que es pot corregir si hom remena o sacseja el pot. També la mostassa pot adquirir un gust amarg si s'emmagatzema sense refrigerar durant molt de temps.
Quan les llavors de mostassa senceres són triturades i barrejades amb un líquid, s'activa un enzim que allibera compostos sulfurosos punxants, però s'evaporen ràpidament. Un líquid àcid, com el vi o el vinagre, produeix un sabor més durador alentint la reacció.[34] No obstant això, la mostassa preparada perd la seva penetració amb el temps; la pèrdua es pot alentir mantenint-la en un recipient segellat i en la foscor del rebost o en un lloc fresc o frigorífic.

## Història

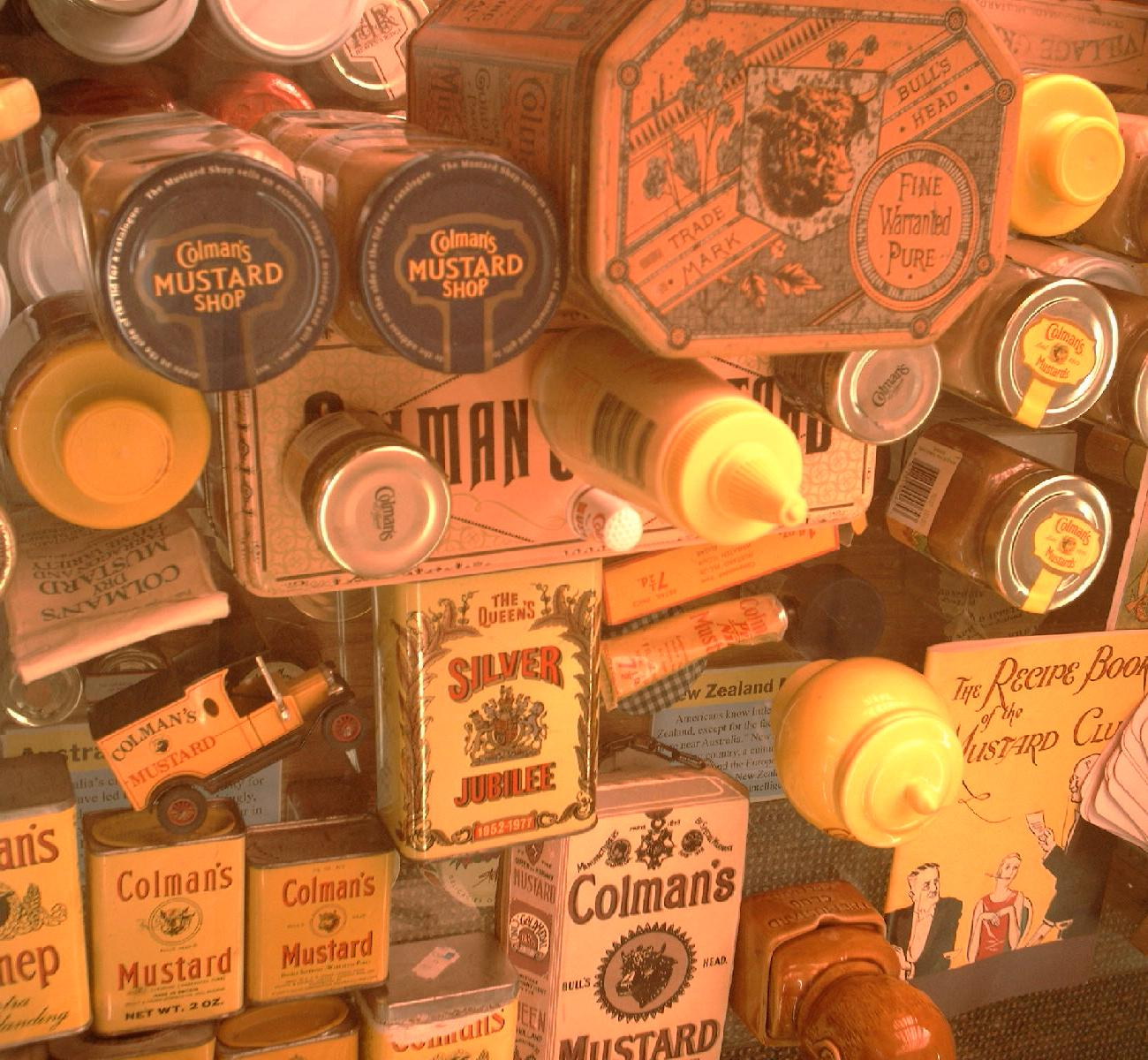
Detall del Museu de la mostassa a Mount Horeb, Wisconsin

La mostassa és coneguda des de temps immemorials, una de les primeres citacions és a la Bíblia en la paràbola del gra de mostassa.
En l'antiguitat clàssica, es creu que foren els romans els que van desenvolupar el preparat de mostassa que coneixem en l'actualitat. Barrejaven suc de raïm sense fermentar, conegut com a "most" amb llavors de mostassa, anomenades sinapis per formar el mustum ardens o "most ardent". L'empraven com a condiment gastronòmic, Plini l'esmenta com un additament per als vins especiats i com que també confitaven en vinagre les seves fulles, era emprat en l'elaboració del moretum (formatge especiat). Com a planta medicinal era aplicada com a remei contra el mal de cap o simplement com a digestiu. Els grecs l'empraven com condiment i Pitàgores recomanava el seu consum, ja que tenia la convicció que augmentava la memòria i alegrava l'ànim. Se sap també que el botànic Teofrast la conreava als jardins.
És en l'edat mitjana quan la mostassa té un paper important com a condiment de les carns (sobretot bovines), potser per ocultar el sabor de la carn en mal estat. En el segle xiii apareix a gairebé tots els plats de la gastronomia europea, i el seu cultiu es va intensificar, especialment a les ciutats de Cremona i Dijon; en aquesta última, la producció continua avui en dia, i se'n considera una de les més famoses del món (una gran part de la producció mundial prové d'aquesta regió de la Borgonya i l'altra del Canadà).
Ja en l'edat moderna ens trobem nombroses receptes d'elaboració diferents segons els diversos països, a Castella en el segle xvii, per exemple, el cuiner reial de Felip III esmenta una recepta espanyola d'elaboració de la mostassa.
En el segle xx es fa tristament famosa en ser associada amb la iperita coneguda també com a gas mostassa simplement pel fet de tenir una olor similar a la mostassa.
Avui en dia s'empra com a salsa acompanyant de salsitxes i és un integrant important de les hamburgueses i del menjar ràpid o fast food en general.
Juntament amb rave rusticà, entra en la composició dels succedanis del condiment japonés wasabi.

## Propietats
La Mostassa és una salsa baixa en calories i colesterol. La seva llavor té un alt contingut proteic i de minerals. A més posseeix propietats antisèptiques i digestives que pot estimular la producció de saliva i sucs gàstrics que milloren la digestió i el metabolisme.
La mostassa és rica en minerals, ja que les llavors són una bona font de minerals com el calci, magnesi, potassi i fòsfor. També contenen vitamina A, C i K, així com diverses vitamines del grup B. A més, les llavors de mostassa contenen compostos antioxidants que ajuden a combatre els radicals lliures i poden reduir el risc de malalties cròniques.

## Producció
| Producció en tona de grans de mostassa. Dades de 2003-2004 Dades obtingudes a FAOSTAT (FAO) |        |      |        |      |
| Canadà                                                                                      | 226100 | 33%  | 281000 | 37%  |
| Nepal                                                                                       | 132865 | 19%  | 135000 | 18%  |
| República Txeca                                                                             | 59589  | 9%   | 112000 | 15%  |
| Rússia                                                                                      | 85610  | 12%  | 75000  | 10%  |
| Ucraïna                                                                                     | 68700  | 10%  | 50000  | 7%   |
| Myanmar                                                                                     | 35000  | 5%   | 35000  | 5%   |
| Estats Units d'Amèrica                                                                      | 35100  | 5%   | 21400  | 3%   |
| Altres països                                                                               | 48293  | 7%   | 48014  | 6%   |
| Total                                                                                       | 691257 | 100% | 757414 | 100% |